# Кичхулдаши
Кичхулдаши (груз. კიჩხულდაში) — село в Грузии, на территории Местийского муниципалитета края (мхаре) Самегрело-Верхняя Сванетия.

## География
Село находится в северо-западной части Грузии, к северу от реки Ингури, на расстоянии приблизительно 21 километра (по прямой) к западу от посёлка городского типа Местиа, административного центра муниципалитета. Абсолютная высота — 1607 метров над уровнем моря.

## Население
По результатам официальной переписи населения 2014 года в Кичхулдаши проживало 6 человек (2 мужчины и 4 женщины). В национальной структуре населения грузины составляли 100 %.
| Год  | Население, человек |
| ---- | ------------------ |
| 2002 | 0                  |
| 2014 | ↗ 6                |